# Венская система международных отношений
Ве́нская систе́ма междунаро́дных отноше́ний (Систе́ма Европе́йского конце́рта) — система международных отношений, сложившаяся после Наполеоновских войн.
Была нормативно закреплена в Вене Венским конгрессом 1814—1815 годов,  участвовали представители всех европейских государств за исключением Османской империи. В рамках этой системы впервые было сформулировано понятие великие державы (тогда в первую очередь Австрия, Великобритания, Россия), окончательно оформилась многосторонняя дипломатия. Многие исследователи называют Венскую систему международных отношений первым примером коллективной безопасности, что было актуально на протяжении 35 лет, до начала Крымской войны. Также были систематизированы и унифицированы дипломатические ранги (посол, посланник и поверенный в делах) и четыре типа консульских учреждений. Были определены дипломатический иммунитет и дипломатическая вализа.

## Особенности Венской системы международных отношений
- Венский конгресс сыграл ключевую роль в формировании стойкой парадигмы отношений между ведущими европейскими государствами. Началась эпоха «Европейского концерта» — баланса сил между европейскими государствами. Европейский концерт базировался на общем согласии больших государств: России, Австрии, Пруссии, Франции, Великобритании. Любое обострение отношений между ними могло привести к разрушению международной системы.
- В отличие от Вестфальской системы международных отношений (после 1648 года) элементами Венской системы выступали не только государства, но и коалиции государств.
- Одной из основ европейского концерта стал принцип поддержания баланса сил. Ответственность за это полагалась на большие государства. Эта ответственность реализовывалась через проведение большого количества международных конференций для урегулирования проблем, которые угрожали миру. Среди таких конференций важное значение имели Парижский конгресс 1856 года, Лондонская конференция 1871 года, Берлинская конференция 1878 года.
- В пределах баланса сил государства могли изменять состав союзников для обеспечения собственных интересов, не в нарушение при этом общей структуры союзов и характера международных отношений.
- Европейский концерт, оставаясь формой гегемонии больших государств, впервые эффективно ограничил свободу действий этих государств на международной арене.
- Хотя аннексии и контрибуции оставались формами международной практики, большие государства уже не рассматривали в качестве реальной цели расчленение или ликвидацию другой большой державы.
- Во времена существования Венской системы понятие политического равновесия приобретает более широкое толкование. Благодаря установленному Венской системой балансу сил войны и вооруженные конфликты в Европе временно почти прекращаются за исключением незначительных.
- Венская международная система имела целью утверждение установленного в результате наполеоновских войн соотношения сил, закрепления границ национальных государств. Российская империя окончательно закрепила за собой Финляндию, Бессарабию и расширила свои западные границы за счет Речи Посполитой, разделив её между собой, Австрией и Пруссией.
- Венская система зафиксировала новую географическую карту Европы, новое соотношение геополитических сил. В основу этой системы был положен имперский принцип контроля географического пространства в пределах колониальных империй. Во время Венской системы окончательно сформировались империи: Британская (1876), Германская (1871), Французская (1852). В 1877 году турецкий султан взял себе титул «Император османов». Россия стала империей значительно раньше — в 1721 году.
- Невзирая на конец глобальной изолированности цивилизаций и культур, Венская система, как и предыдущая Вестфальская, имела евроцентристский характер. Вестфальская система сначала не имела глобальный характер, охватывала Западную и Центральную Европу. Позже она интегрировала к сфере своего действия Восточную Европу, Россию, Средиземноморье, Северную Америку. Венская система МО охватывала, фактически, лишь европейское пространство, и в некоторой степени, те территории, за которые ведущие государства Европейского концерта вели колониальную борьбу или управляли как колониями. Вне пределов Венской системы остался Китай, который в результате Опиумных войн и навязанных ведущими европейскими государствами неравноправных договоров, был поставлен в полуколониальное положение. Япония, которая во второй половине XIX века начала «открываться» для мира, также не была приобщена к Венской системе. В то же время в период Венской системы европейская история начала постепенно превращаться в мировую.
- На Венском конгрессе не были официально закреплены колонии. Одной из главных причин Первой мировой войны станет именно борьба за перераспределение колониальных империй.
- Активно проходили модернизационные процессы, развитие капиталистических отношений, буржуазные революции.
- При развитии Венской системы её участники были одинаковы по сущности (монархии), поэтому долгое время она была однородна.
- Исследователи отмечают исключительную стойкость системы. Несмотря на войны, революции, международные кризисы система МО осталась практически неизменной. Фактически с момента Венского конгресса до начала Первой мировой войны перечень ведущих держав не изменился.
- Те принципы, которые разделяли правящие элиты ведущих держав, отличались схожестью в видении международных ситуаций. Фактически это приводило к стремлению ведущих держав решать международные проблемы путём компромиссов и коалиционных соглашений.
- Время существования европейского концерта стало периодом развития классической дипломатии.
- В период существования системы Европейского концерта были сформулированы и приняты всеми цивилизованными странами единые нормативные акты о мирном разрешении конфликтов, а также о ведении военных действий, об обращении с пленными и др.
- Интересы практически всех великих европейских держав (кроме глобальных империй — России и Британии) были сосредоточены в Европе. Одновременно в мире активно происходила колонизация.